# Акутан (гидроаэропорт)
Гидроаэропорт Акутан (англ. Akutan Seaplane Base), (ИАТА: KQA, FAA LID: KQA) — государственный гражданский гидроаэропорт, расположенный в городе Акутан (Аляска), США. Деятельность аэропорта субсидируется за счёт средств Федеральной программы США Essential Air Service (EAS) по обеспечению воздушного сообщения между небольшими населёнными пунктами страны.